# لايلي كامبل
لايلي كامبل (بالإنجليزية: Lyle Campbell)‏ هو لغوي أمريكي، ولد في 22 أكتوبر 1942 في أوريغون في الولايات المتحدة.

## وصلات خارجية
- لايلي كامبل على موقع IMDb (الإنجليزية)